# Segle I aC

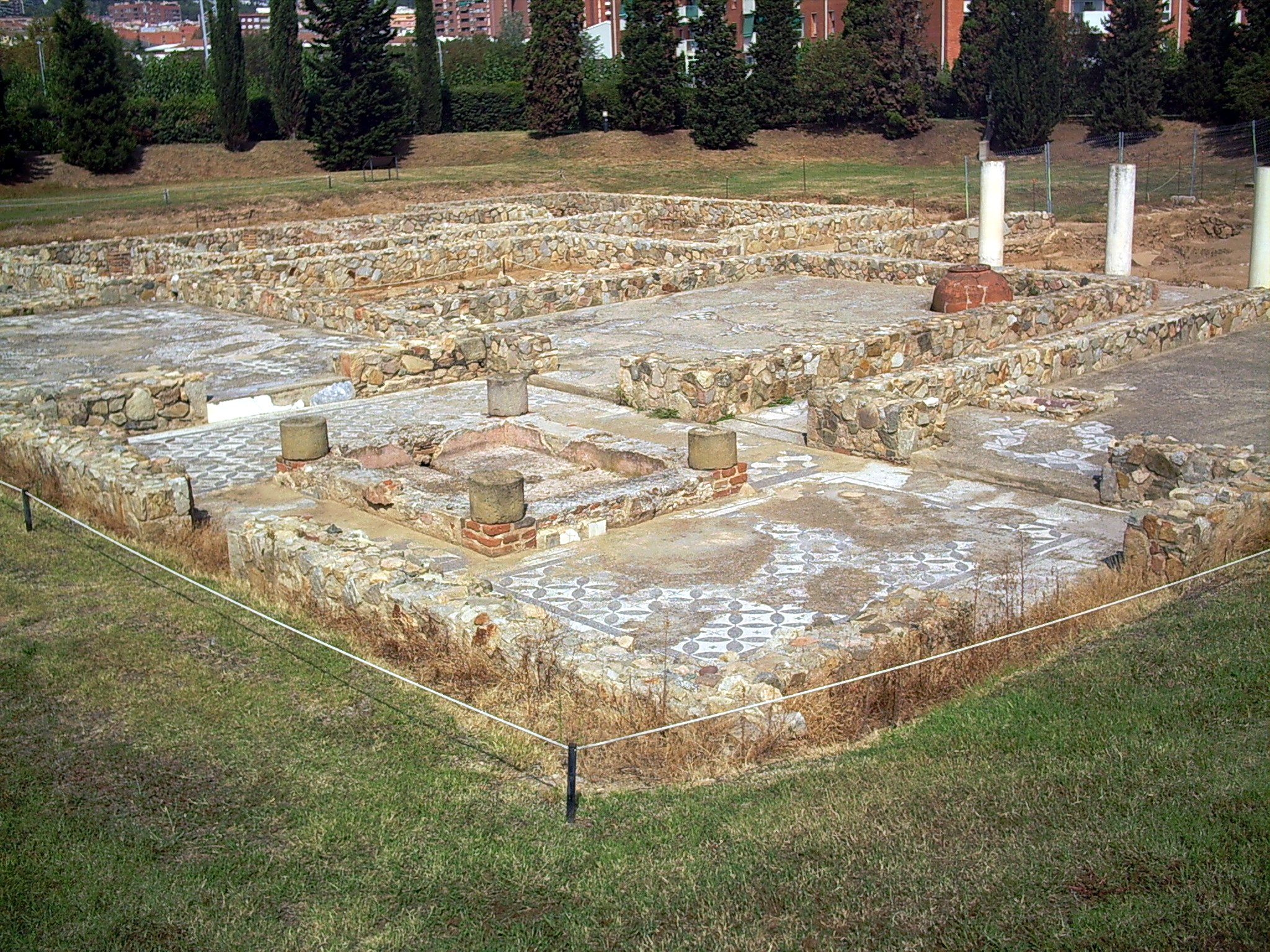
Vil·la romana de can Llauder, relacionada amb Gai Mari a Mataró, segle I aC, dC

El segle I aC és un període de l'edat antiga marcat per la forta crisi a Roma, que acaba suposant un canvi de règim amb l'esfondrament de la república i l'inici de l'imperi. Aquesta crisi no és obstacle perquè els romans continuïn sent la potència dominant al món, amb cada cop més vassalls que adopten la seva cultura i administració. Els problemes polítics coincideixen amb una esplendor literària que donarà les peces més valuoses de la literatura llatina.

## Política
Roma conquereix tots els pobles de les ribes del Mediterrani (incloent-hi Egipte) i incrementa el seu poder. Després d'un període de crisi interna que porta a la guerra civil, els romans demanen un poder fort central, que s'encarna en la figura de Juli Cèsar, el qual sotmet els gals i controla les províncies amb governadors reials per després acabar amb les conjuracions internes. Posteriorment al seu assassinat, ascendeix al tron August, que funda l'Imperi Romà i així inicia una nova època d'esplendor després de vèncer en la batalla d'Àccium.
A Judea mana Herodes el Gran, un dels governadors de més renom, que atura diversos conats de rebel·lió. És també un període de crisi a la Xina, amb la pèrdua progressiva de poder de la dinastia Han, que s'enfronta a múltiples guerres i revoltes, tant internes com exteriors.
Teotihuacan continua sent el centre polític americà, on es duen a terme els sacrificis, pactes entre estats, tractats comercials i innovacions tecnològiques del continent.

## Economia i societat
La crisi romana va portar a diversos canvis socials, entre aquests diverses revoltes per part dels esclaus. La més important va ser la Tercera Guerra servil, liderada per Espàrtac, que, malgrat fracassar, va esdevenir una icona de la llibertat i va precipitar la fi de les institucions republicanes, posades en dubte per la seva feblesa davant possibles amenaces de les classes populars o esclaus.
En aquest context creix en importància l'exèrcit romà, al qual poden ingressar en llocs de comandament els grans propietaris de terres. Aquests latifundistes incrementen així el seu pes polític gràcies als ingressos de les campanyes militars, i contraresten el seu origen estranger (ja que la manca de ciutadania romana els impedia prosperar en la carrera política als rics de províncies).
S'avança en la domesticació i hibridació d'espècies de conills i gallines, que milloren la dieta dels pobles mediterranis. Les granges incrementen el control sobre els animals petits i els seus productes, com ara els ous, de manera que es poden seleccionar els de millor qualitat per a la seva venda al mercat local o per a la capital i destinar la resta al comerç exterior.
Els jueus van iniciar un període migratori fugint de les conflictives relacions amb el poder romà. En els seus viatges van arribar fins a Catalunya, on van formar una comunitat independent, tal com proven diverses làpides funeràries.

## Invencions i descobriments
Els xinesos descobreixen i documenten per primer cop les taques solars, sense conèixer encara la seva causa. Es construeix el mecanisme d'Anticitera, de finalitat desconeguda. Hippalus escriu com aprofitar el monsó per a navegar de manera més veloç, i així ajudar al comerç. S'usa el ribot per a treballar la fusta.
Una altra descoberta destacable és la tècnica per a bufar el vidre, que perfecciona el modelatge de segles anteriors i permet el treball a més altes temperatures, de manera que es pot donar forma més fàcilment a la massa vítria. Aquesta tècnica fou aplicada per primer cop en territori siri i després va passar a tot el domini romà.
Per acabar, durant aquest segle es va introduir el calendari julià, usat àmpliament fins a la reforma medieval. S'acorda la introducció de nous mesos (el primer juliol en honor de Juli Cèsar, un dels impulsors de la reforma) perquè tots els anys tinguessin 365 dies, excepte un de cada quatre.

## Art, cultura i pensament
Aquest segle es considera el segle d'or de la literatura llatina. L'escriptura és fomentada pels governants, que hi veuen una bona oportunitat de propaganda i entreteniment, i el llatí clàssic assoleix el seu cim, com prova la codificació en l'obra de Marc Terenci Varró. Ciceró va usar aquesta llengua per a l'oratòria, lligant literatura i política i recollint així l'herència grega. Els seus discursos es van usar durant segles com a exemples a l'escola per aprendre llatí. El mateix Juli Cèsar va escriure sobre les seves conquestes militars en unes cròniques que també han estat textos elementals de l'ensenyament clàssic.
En la lírica destaquen Gai Valeri Catul, Ovidi i Horaci amb els seus poemes amorosos, que descriuen la gran varietat de situacions en què es poden trobar els enamorats, adoptant des d'un to exaltat fins a la paròdia o la distància. Renoven la mètrica i els recursos retòrics, apropant la poesia al poble, de manera que els seus versos es reciten arreu i no solament a la cort. La figura de Virgili és la més important de l'èpica i probablement de tot el cànon llatí, ja que va conrear amb èxit diversos gèneres, esdevenint un Homer romà. Lucreci escriu el poema "Sobre la natura" (De Rerum Natura), en què descriu amb bastant fidelitat i notables metàfores el pensament d'Epicur i constitueix una de les principals aportacions a la filosofia de la seva època.
Fora de l'àmbit romà, Sima Qian és considerat el pare de la historiografia xinesa amb les seves cròniques sobre els grans governants del passat. Es continua escrivint el Canon Pali, un conjunt de textos budistes que combinen la millor literatura oriental amb ensenyaments sagrats.
Els romans comencen a usar la cúpula en les seves construccions, al principi apuntalada pel mig, de manera que era només un revestiment d'una altra estructura. És un període d'esplendor en totes les províncies romanes, especialment en arquitectura, com proven l'arc de Berà, el teatre romà de Mèrida o l'Ara Pacis.